# Xavier Vinader
Xavier Vinader Sánchez (Sabadell, 17 de febrero de 1947 - Barcelona, 9 de abril de 2015) fue un periodista español especializado en periodismo de investigación con temas de extrema derecha, crimen organizado y terrorismo de Estado. Se incorporó al Grupo Zeta en 1978. En 1979 publicó tres reportajes en la revista Interviú sobre la presencia de grupos de extrema derecha armados en el País Vasco y dos de las personas mencionadas fueron asesinadas por ETA. El periodista fue acusado de ser "autor por inducción" de esas muertes y la Audiencia Nacional lo condenó a siete años de prisión por imprudencia temeraria profesional. Para evitar cumplir la pena se autoexilió a Francia. Regresó en 1984 y pasó dos meses en prisión hasta ser indultado. Es considerado un símbolo de la libertad de expresión durante la Transición Española. De 1990 a 1993 fue presidente internacional de la ONG Reporteros Sin Fronteras.

## Biografía
Estudió en los Claretianos de Sabadell donde tuvo como profesor a Pedro Casaldáliga, religioso vinculado a la teología de la liberación. A partir de 1965 colaboró con revistas locales como Can Oriach y TS y presentó un programa en Radio Juventud de Sabadell.
En 1969, fue nombrado corresponsal en Barcelona de Gaceta Universitaria y empezó a trabajar como redactor en el Diario de Sabadell.
Se diplomó en la Escuela Oficial de Periodismo en el curso 1973/74 año que escribe sobre la impunidad de la extrema derecha en Mundo Diario y El Correo Catalán. El 9 de julio de 1975 fue víctima de un atentado ultra en su casa con un artefacto incendiario. En 1976 publicó en Mundo y Arreu otros reportajes sobre la extrema derecha española y la internacional fascista.
En 1978 fue nombrado miembro del equipo directo del grupo ZETA y empezó a publicar en Interviú, revista en la que trabajó hasta 1993 y para la que elaboró 140 reportajes.

### "Caso Vinader" (1980-1984)
Entre noviembre y diciembre de 1979 Vinader realizó para la revista Interviú tres reportajes (“Por qué fui policía”, “Cómo actúan los ultras vascos” y “Quisimos atentar contra Monzón”) en torno a la guerra sucia de la extrema derecha contra el nacionalismo vasco -embrión de lo que serían más tarde los GAL- y también de algunas instancias del Estado. En ellos se explicaba con nombres y apellidos quiénes formaban parte de esos grupúsculos y sus actuaciones. La principal fuente de Vinader fue Francisco Ros Frutos, un expolicía nacional que se infiltró en esos grupos. Uno de los acusados, Alfredo Ramos Vázquez, a raíz de la publicación del artículo, escribió a los periódicos de Bilbao, afirmando que «ni él ni su familia pertenecían a ningún grupo político y que no habían realizado ninguna de las acciones que se mencionaban en el reportaje de la revista».
El 5 y el 23 de enero de 1980 la banda terrorista ETA asesinó a dos de las personas mencionadas en los reportajes. Un juez inició acciones legales contra el periodista y contra Ros —según algunas fuentes a partir de una querella de las viudas de los asesinados— a los que les acusa de inductores intelectuales al asesinato. Vinader siempre argumentó que ETA conocía de sobra esos nombres. Tras iniciarse el procedimiento decidió quedarse en París. Mientras, el 4 de junio un grupo ultra asaltó la casa de Vinader y efectuó destrozos y pintadas amenazantes.
El 17 de diciembre de 1980 se presentó en la Audiencia Nacional. Ingresó en prisión y quedó en libertad condicional con una fianza de un millón de pesetas.
El 13 de noviembre de 1981, fue juzgado por la Audiencia Nacional (el juez fue Ricardo Varón Cobos) que el 17 de noviembre le condenó a siete años de prisión y a inhabilitación profesional por "imprudencia temeraria profesional con resultado de dos asesinatos". La condena originó una campaña de solidaridad entre la profesión periodística, a la que se sumaron muchos políticos, jueces, policías, abogados... e incluso se celebró una gran manifestación en Barcelona.
Para evitar cumplir la pena huyó a Francia donde vivió autoexiliado, mientras negociaba su indulto, hasta 1984. Pactó con el PSOE su entrega a cambio de pasar algunos meses en prisión. Al regresar a Cataluña fue detenido y trasladado a la prisión de Carabanchel. Dos meses después fue indultado por el gobierno de Felipe González y puesto en libertad. Aprovechó su tiempo de encarcelamiento para preparar un reportaje sobre la situación de las prisiones que publicó en Interviú una semana después de salir de la cárcel. En el reportaje denunciaba el mal estado de las cárceles españolas.

### 1984 - 2015
Entre 1984 y 1998 continuó trabajando en Interviú y realizó algunas colaboraciones, entre ellas con el semanario El Temps.
Como reportero ha cubierto la Guerra de Afganistán y la Revolución de los Claveles en Portugal.
De 1990 a 1993 fue presidente internacional de Reporteros Sin Fronteras.
En 2003 presentó un programa cultural en COM Ràdio y en el 2004 realizó un documental sobre ETA Sans cagoules para Canal+.
En 2008 legó su archivo al Centro de Estudios Históricos de la Universidad de Barcelona.

### Símbolo de la libertad de expresión y "cabeza de turco"
En febrero de 2015, el programa Sense ficció, de TV3, estrena el documental Xavier Vinader, periodista. Contra la guerra bruta (Xavier Vinader, periodista. Contra la guerra sucia) de Àngel Leiro y Xavier Montanyà sobre la "cara oscura" y las contradicciones de la Transición Española a través de las investigaciones realizadas por Vinader. El documental accede por primera vez al sumario judicial del proceso de Vinader y muestra documentos inéditos del archivo personal del periodista entre ellos materiales que obtuvo del policía que se infiltró en los grupos fascistas del País Vasco. En el reportaje además del propio Vinader en el que cuenta su historia se entrevista al dirigente de ETA Eugenio Etxebeste ”Antxón”; el histórico abertzale Tasio Erkizia, al abogado Txema Montero, a los periodistas Rafa Cid y Pepe Díaz y al fundador del diario “Libération”, Frédéric Laurent además del propio Vinader aparecieron testimonios de personalidades de la época como Blas Piñar, líder de Fuerza Nueva, o el histórico líder abertzale Tasio Erkizia y el abogado Txema Montero.
El "Caso Vinader" sirvió de caballo de batalla en la lucha por la libertad de información en la transición española. Vinader fue apoyado por numerosos periodistas y empresas de comunicación como Interviú o Cambio 16, claves en la apertura informativa tras la dictadura del general Franco. Pero en la nueva democracia española, dice el biógrafo de Vinader Xavier Montanyà- Vinader fue utilizado como cabeza de turco por el estado porque con sus investigaciones había llegado demasiado lejos. Después se volvió a demostrar que las cloacas del estado que él denunciaba existían y quince años después miembros del PSOE fueron encarcelados por haber formado los GAL.
Xavier Vinader murió dos meses después del estreno del documental el 9 de abril de 2015 a los 68 años a causa de una neumonía en el Hospital Universitario Valle de Hebrón de Barcelona tras un internamiento hospitalario de dos semanas.
Su fondo personal se encuentra depositado en el CRAI Biblioteca Pavelló de la República de la Universidad de Barcelona. Consta de documentación diversa de artículos y reportages publicados en Interviú, recortes de prensa, fotografías, material para sus artículos y reportajes, archivo de Fuerza Nueva, archivo de CEDADE y archivo de Reporteros sin Fronteras.

## Premios
- 2007 Premio Cruz de Sant Jordi, una de las máximas distinciones entregadas por la Generalidad de Cataluña.
- 2011 Medalla de la ciudad de Sabadell al Mérito Periodístico.[10]

## Publicaciones
Además de numerosos reportajes, Vinader escribió algunos libros:
- López Raimundo, lluita d'avui per un demà més lliure (López Raimundo, lucha de hoy por un mañana más libre) (1976). Junto a José Martí Gómez y Josep Ramoneda. Editorial Laia
- Sabadell, febrero de 1976: una semana de huelga general política.
- Quan els obrers van ser els amos (Cuando los obreros fueron los dueños) (2012) basado en su cobertura de la huelga general obrera de Sabadell en febrero de 1976.
- Operación lobo: memorias de un infiltrado en ETA (1999)

## Archivo personal
En 2008 legó su archivo al Centro de Estudios Históricos de la Universidad de Barcelona con el objetivo de poner a disposición de estudiosos e investigadores los materiales utilizados en la elaboración de sus artículos y reportajes periodísticos. El fondo personal ha sido clasificado en 9 subseries:
- Fotografías: son de diferente procedencia y sobre temas varios (ataque al Banco Central de Barcelona (1981), entierro de Franco (1975), Diario de Sabadell, inauguración de Valle de los Caídos (1957), fascismo español e internacional, etc.)

- Archivo Interviú: consta de ficheros de autores y de referencias bibliográficas ordenadas por temas, de dossieres con materiales para artículos publicados a Interviú tanto de Xavier Vinader como de otros autores y de temática muy diversa (nazis, mercenarios, guerrillas, terrorismo, proxenetas, prostitución) y de compilaciones de prensa.
- Materiales para reportajes de investigación varios de Xavier Vinader: Dossieres a menudo con documentación original fotocopiada de casos investigados por Xavier Vinader (procesos judiciales criminales de guerra nazis, 1986-1987; caso Cubelles, 1988; caso de las escuchas ilegales del CESID, 1993; caso de las escuchas ilegales del Grupo Godó, 1993; etc.)
- Archivo Fuerza Nueva (Valencia): documentación interna de esta organización en Valencia de los años 1976 a 1979. Incluye, solicitudes de afiliación, fichas de afiliados, correspondencia, informes, circulares, etc.
- Archivo CEDADE (Círculo Español de Amigos de Europa): documentación interna de esta organización de los años 1977 a 1979 (correspondencia, propaganda, fichas de afiliados, campaña pro libertad Rudolf Hess, etc.)
- Archivo Reporteros Sin Fronteras: documentos fundacionales (1990), correspondencia y documentación interna diversa (informes, actas de reuniones, comunicados de prensa) de esta ONG de la cual Xavier Vinader fue presidente internacional hasta el año 1993.
- Papeles personales de Xavier Vinader: pendiente de catalogación. Incluye correspondencia , papeles personales varios (carnés, diplomas, etc.) y documentación relacionada con el llamado caso Vinader (1981)
- Recortes de prensa: Dossieres de prensa sobre la Nova Cançó, Montejurra (1976), el golpe de Estado del 23-f, entre otras.
- Documentos de organizaciones políticas y sociales diversas: pendiente de catalogación. Consta de material generado por organizaciones políticas, sindicales, estudiantiles y sociales durante el franquismo y la transición.